# Евагрий Схоластик
Евагрий Схоластик (Evagrius Scholasticus; Ευάγριος Σχολαστικός; * 536/537; † ок. 600) е църковен историк от Късната Античност.
Роден е в Епифания на река Оронт в Сирия. Учи право в Константинопол и известно време работи като ретор (адвокат) в Антиохия и става секретар на тамошния патриарх Григорий I. Придружава го през 588 г. в Константинопол и го защитава в процес.
Първата му съпруга и няколко негови деца умират от чума и той се жени отново през 588 г.
След смъртта на Григорий през 594 г. написва на гръцки „Църковна история“ (Historia ecclesiastica) в 6 книги за периода от началото на Несторианството вследствие на разкола на синода в Ефес в 431 г. до 594 г., 12-а управленска година на император Мавриций.